# 美國內戰 (馬恩著作)
《美国内战》是卡尔·马克思與弗里德里希·恩格斯在1861年至1862年間為《纽约論壇报》和维也納報紙《新聞報》所撰寫的一系列文章的統稱。其內容於1937年作為一本獨立書籍出版。
这些文章支持戰爭中的北方，基本認同戰爭中最大的衝突點是來自於奴隸制度。